# Quartier Necker

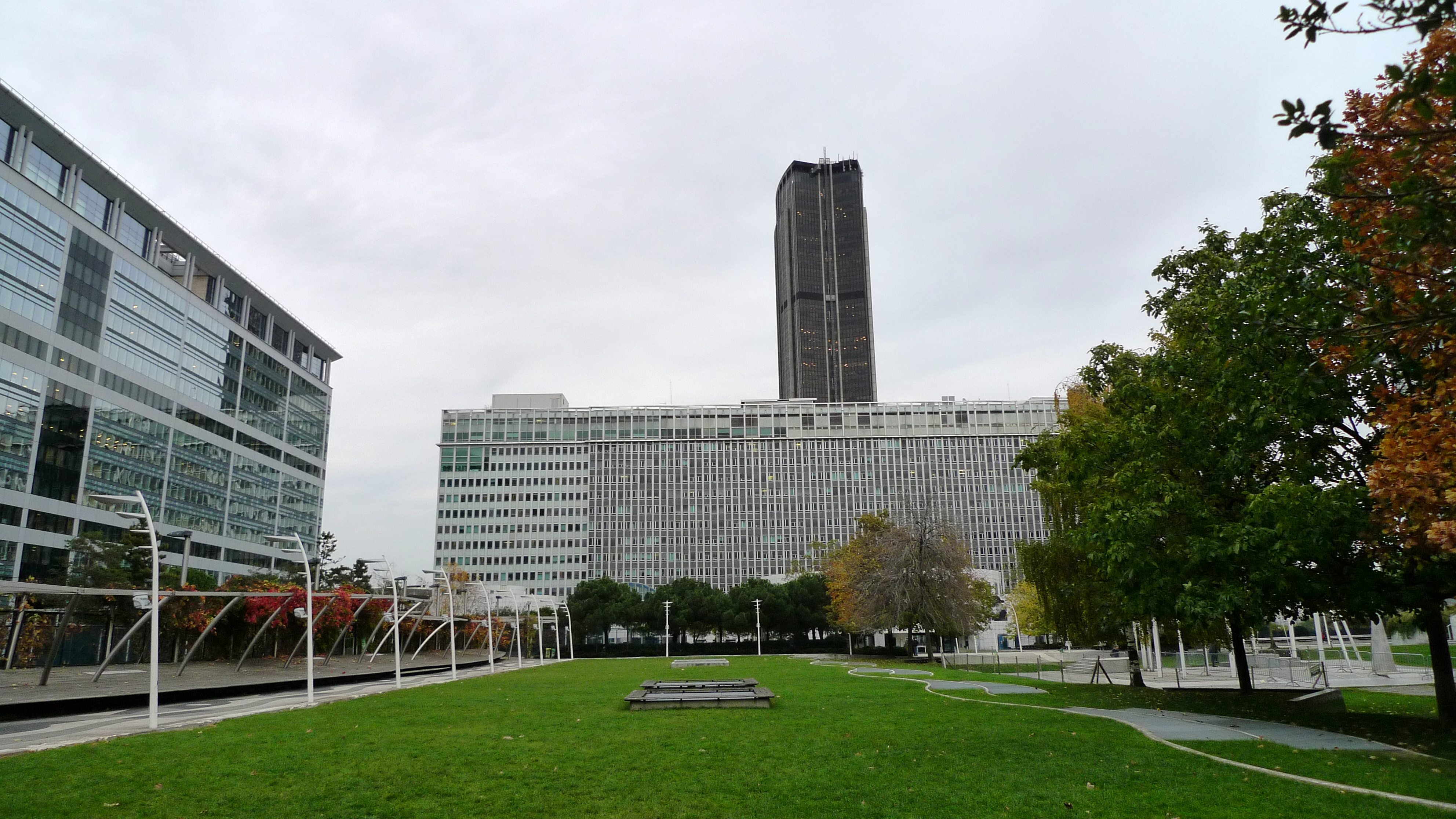
Quartier Necker

Quartier Necker (čtvrť Necker) je 58. administrativní čtvrť v Paříži, která je součástí 15. městského obvodu. Má nepravidelný půdorys a rozlohu 157,8 ha. Její hranice tvoří ulice Rue de la Procession, Rue Cambronne a Rue Mademoiselle na jihozápadě, Rue de la Croix Nivert na západě, Avenue de Suffren, Rue Pérignon, Avenue de Saxe, Rue de Sèvre a Boulevard du Montparnasse na severu a Rue du Déppart, Rue Commdt René Mouchotte a Rue Vercingétorix na východě.
Čtvrť byla pojmenována podle nemocnice pro mladistvé Hôpital Necker, kterou založila v roce 1778 Suzanne Curchod (1739–1794), manželka Jacquese Neckera, ministra Ludvíka XVI.
V 60. letech 20. století byla oblast renovována. Bylo postaveno nové Nádraží Montparnasse jako náhrada za původní nevyhovující, a také administrativní Tour Montparnasse. Modernizovány byly i obytné budovy v okolí. V roce 1994 byl na zastřešených železničních kolejích vybudován veřejný park Jardin Atlantique.

## Vývoj počtu obyvatel
| Rok sčítání | Počet obyvatel | Hustota zalidnění (ob./km²) |
| ----------- | -------------- | --------------------------- |
| 1954        | 58 418         | 37 020                      |
| 1962        | 56 173         | 35 598                      |
| 1968        | 52 319         | 33 155                      |
| 1975        | 47 455         | 30 072                      |
| 1982        | 47 948         | 30 385                      |
| 1990        | 47 940         | 30 380                      |
| 1999        | 46 932         | 29 741                      |